# Зианчурин, Гадельша Давлетович
Гадельша (Адельша) Давлетович Зианчурин (баш. Ғәҙелша Дәүләт улы Ейәнсурин; октябрь 1894, Бустубаево — 27 ноября 1937, Уфа) — советский башкирский военный и политический деятель. В 1930-е годы был репрессирован.

## Биография
Уроженец деревни Бустубаево (Ныне в Кугарчинском районе Башкоротстана). Учился в 1906—1910 годах в Саиткуловском русско-башкирском училище Оренбургского уезда, с 1912 года работал в типографии города Оренбург. В 1915 году призван на фронт Первой мировой войны, командир взвода в 104-м пехотном полку, имел звание старшего унтер-офицера. В мае 1917 года участвовал в I Всероссийском мусульманском съезде в Москве, окончательно демобилизовался в декабре 1917 года. В 1918 году начал работу делопроизводителем сначала во 2-м Кара-Кипчакском волостном управлении Оренбургского уезда, а затем в Кипчакской кантонной управе Башкурдистана (позднее Башкирская АССР).
В феврале 1919 года по приказу Башревкома вошёл в исполком Кипчакского кантона, однако из-за болезни вернулся в родное село. Служил в армии адмирала Колчака, в кавалерийском корпусе. В августе 1919 года под Орском перешёл на сторону красных, зачислен в Башкирскую отдельную кавалерийскую бригаду под командованием Мусы Муртазина. Командовал эскадроном бригады, участвовал в боях против уральских казаков. В 1920 году в составе Башкирской кавалерийской бригады отправился на фронт советско-польской войны, командир 1-го эскадрона 27-го Башкирского кавалерийского полка. Осенью 1920 года воевал против войск Петлюры, 14 ноября 1920 года за проявленное мужество в сражении у деревни Юзвин награждён Орденом Красного Знамени. В декабре 1920 года командовал 2-м эскадроном Башкирского кавалерийского полка.
В 1921 году назначен начальником конвойной командиры Народного комиссариата по военным делам Башкирской АССР (город Стерлитамак), позднее работал в отделении разработки следственных дел Башкирской чрезвычайной комиссии и был депутатом I Всероссийского мусульманского военного съезда. С 1923 года — помощник начальника милиции Зилаирского кантона. В 1925 году назначен уполномоченным Главного суда Башкирской АССР по Зилаирскому и Тамьян-Катайскому кантонам, с 1926 года прокурор Аргаяшского кантона. В 1928 году — помощник прокурора Башкирской АССР, с 1929 года — председатель Главного суда Башкирской АССР. В 1931 году назначен заместителем управляющего Государственным строительным трестом № 17, позже работал начальником Башкирской строительной конторы «Ураллесстрой». В 1934 году назначен Народным комиссаром коммунального хозяйства Башкирской АССР. Информация о назначении опубликована в журнале заседания Президиума Центрального Исполнительного Комитета Башкирской АССР № 120 от 19.12.1934 г.
9 июля 1937 года арестован по сфабрикованному делу башкирских буржуазных националистов. 27 ноября 1937 года расстрелян в Уфе. Реабилитирован 21 мая 1956 года.